# Zu Geng (Mathematiker)
Zu Geng, auch Zu Gengzhi, Zu Xuan, (* um 480 in Jiankang; † um 525) war ein chinesischer Hofbeamter, Astronom und Mathematiker.

## Leben
Zu Geng stammte aus einer Familie von Hofbeamten, Mathematikern und Astronomen der frühen Song-Dynastie in der heutigen Stadt Nanjing. Sein Vater war der Mathematiker Zu Chongzhi. Ab 504 setzte er sich aktiv für die Einführung des Kalenders seines Vaters ein (Danning-Kalender), womit er 510 erfolgreich war.

## Werk
Sein bekanntestes Resultat ist im Anhang von Li Chunfeng (7. Jahrhundert) zum Kommentar von Liu Hui zum Jiu Zhang Suanshu erhalten, der Bestimmung des Durchmessers {\displaystyle d} einer Kugel bei gegebenem Volumen {\displaystyle V}. Seine Formel entsprach in einer ersten Formulierung der Lösung des Problems einem groben Wert von {\displaystyle \pi =3} (das heißt, er setzte {\displaystyle \textstyle d=(2V)^{\frac {1}{3}}}) und genauer einem Wert von {\displaystyle \textstyle \pi ={\frac {22}{7}}} (entsprechend {\displaystyle \textstyle V=d^{3}{\frac {11}{21}}}). Als Beweis benutzte er eine Variante des Prinzips von Cavalieri, wie schon Liu Hui, der durch Konstruktion eines krummlinigen Vergleichskörpers zuvor nachgewiesen hatte, dass eine andere vorgeschlagene Formel zur Lösung des Problems falsch war. Der Vergleichskörper, den Zu Geng zur Ableitung des Volumens der Kugel benutzte, bestand aus dem Schnittkörper K zweier senkrecht aufeinanderstehender Zylinder, die die Kugel S jeweils umschlossen. Der Schnitt von K mit horizontalen Ebenen war ein Quadrat, der der Kugel eine Kreisfläche, die im Verhältnis {\displaystyle \textstyle {\frac {4}{\pi }}} standen, wenn der Radius gleich 1 gesetzt wird, so dass sich nach dem Prinzip von Cavalieri ein Verhältnis {\displaystyle \textstyle {\frac {V_{K}}{V_{S}}}={\frac {4}{\pi }}} ergab. In einem zweiten Schritt berechnete Zu Geng das Volumen von K durch elementare geometrische Überlegungen und Anwendung des Satzes von Pythagoras, so dass sich am Ende {\displaystyle \textstyle V_{S}={\frac {4\pi }{3}}r^{3}} ergab.
Als Astronom maß er mit dem Gnomon den Winkelabstand von Polarstern zu Himmelsnordpol.
Möglicherweise ist er an dem im 11. Jahrhundert verlorenen mathematischen Manuskript Zhuishu, das üblicherweise seinem Vater zugeschrieben wird, beteiligt. Teile seines astronomischen Werks sind im astronomischen Teil der Geschichte der Su-Dynastie (Suishu) erhalten.